# Aeroportul Mariquita
Aeroportul Mariquita (IATA: MQU, ICAO: SKQU) este un aeroport din Tolima⁠(d), Columbia ce deservește zona Mariquita⁠(d). Aeroportul a fost tranzitat în 2021 de 175 de pasageri.
Situat la o altitudine de 458 m, aeroportul dispune de o singură pistă.